# Église Saint-Laurent de Saint-Laurent-en-Brionnais
L'église Saint-Laurent est une église romane située sur le territoire de la commune de Saint-Laurent-en-Brionnais, dans le département français de Saône-et-Loire en région Bourgogne-Franche-Comté.

## Historique
Au XIe siècle, l'église fut donnée à l'abbé de Cluny par le vicomte Archambaud Le Blanc, lors de son départ pour Jérusalem. La donation fut confirmée en 1039 par un acte passé en présence de l'évêque de Mâcon. L'église fut érigée en doyenné.
En 1592, les habitants demandèrent et obtinrent que cette église soit sous la responsabilité d'un curé résident.
Deux séries de travaux ont été réalisées au XIXe siècle. Les premiers sont effectués entre 1845 et 1850, la nef étant alors reconstruite, sur le projet de Claude Berthier, architecte à Charolles, par l'architecte Antoine Paul Selmersheim. En 1879  furent réalisés des sculptures, des travaux de maçonnerie ainsi que la couverture de la flèche, des transepts et de la nef.

## Architecture
L'église est romane pour le chœur, l'abside et le clocher, parties pour lesquelles elle a été classée au titre des monuments historiques en 1875.
Les autres parties ont été restaurées au XIXe siècle.

### Extérieur
Le clocher, de plan carré, comporte trois étages percées de double baies.
Le portail principal, refait au XIXe siècle, représente le Christ en gloire, entouré par les symboles des quatre Évangélistes.

### Intérieur
Les trois nefs, divisées en quatre travées, sont voûtées par des compartiments d'arêtes séparés par des doubleaux en plein cintre non doublés.
La croisée du transept est voûtée par une coupole octogonale sur trompes en cul-de-four ; elle communique avec chaque croisillon par une grande arcade en plein cintre.
De nombreux chapiteaux sont sculptés de motifs végétaux, humains ou animaliers.
Plusieurs sculptures en bois peints datent de 1840 environ.

## Patrimoine
Le 30 avril 2018 a été créée une association chargée de veiller sur l'édifice : l'association Église et patrimoine de Saint-Laurent-en-Brionnais. Cette association s'est fixée pour but de récolter des fonds afin d'aider la municipalité à la restauration de l'église.
Une campagne de mécénat, lancée en 2022 à l'initiative de l'association en lien avec la Fondation du Patrimoine, devrait permettre la réalisation de travaux courant 2023.

## Culte
Édifice consacré du diocèse d'Autun relevant de la paroisse Sainte-Marie-sous-Dun (La Clayette) – qui en est affectataire au titre de la loi de 1905 –, l'église de Saint-Laurent-en-Brionnais est, mille ans après sa construction, un lieu de culte catholique.

## Images

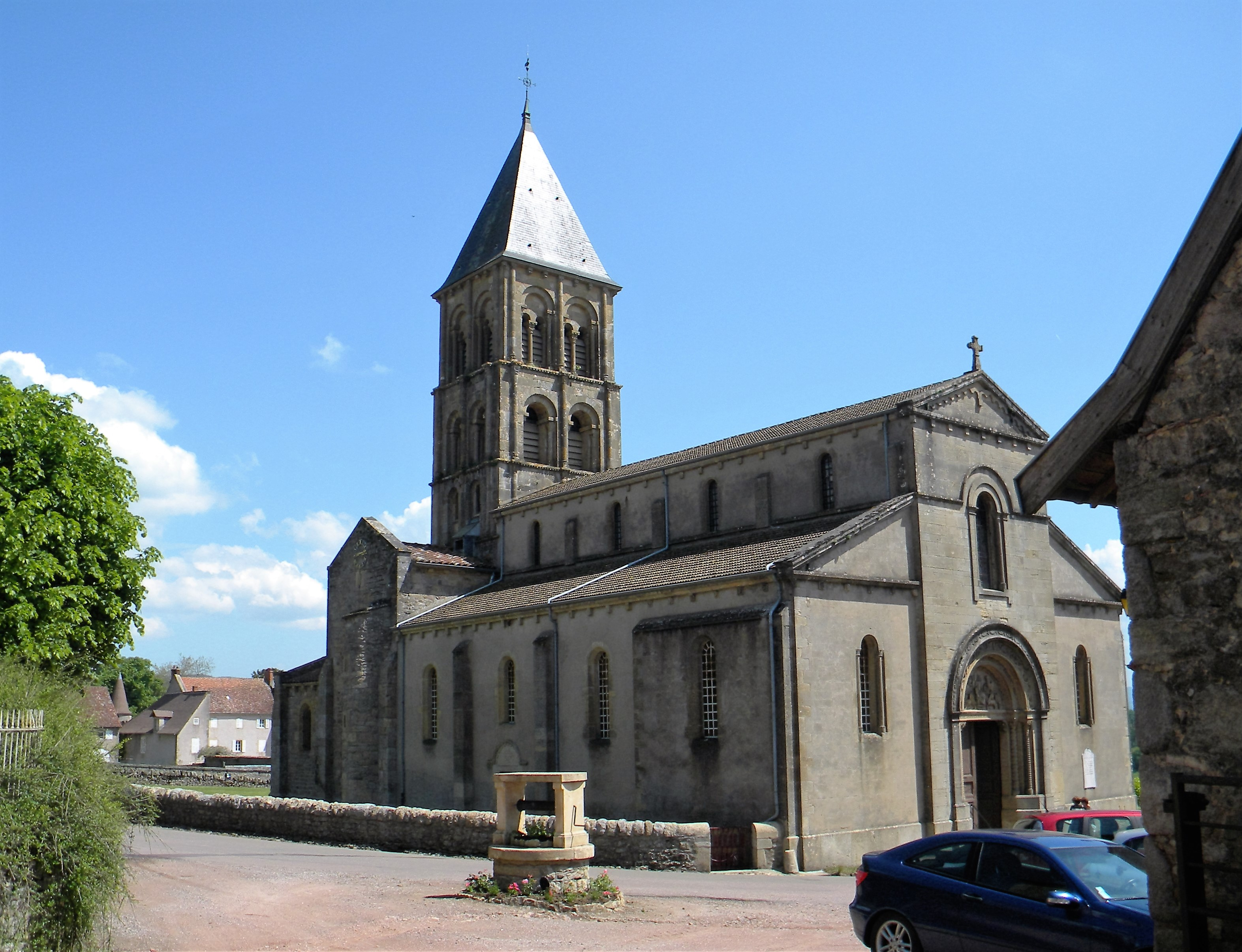
Vue générale extérieure de l'église.
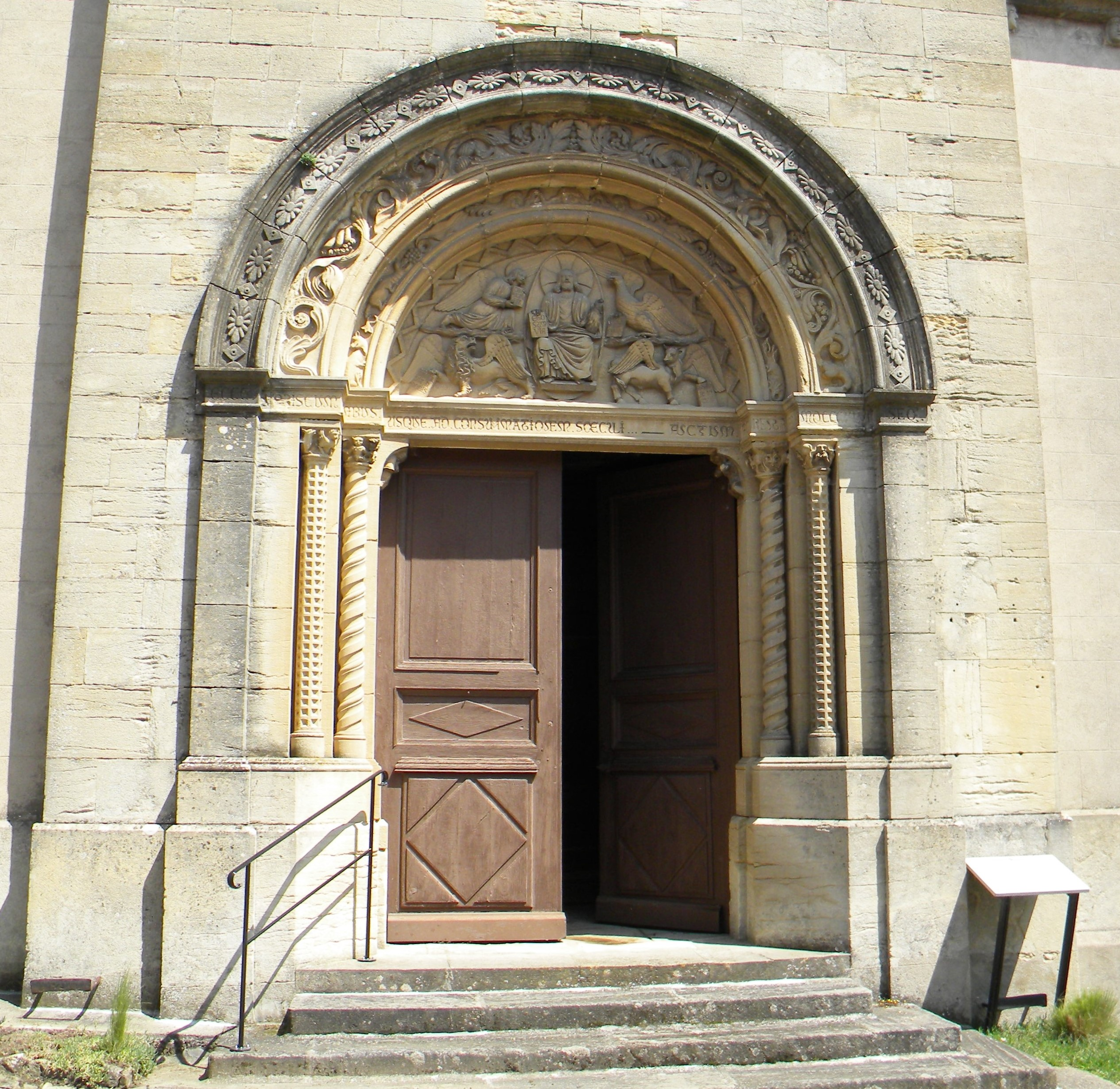
Le portail de l'église.
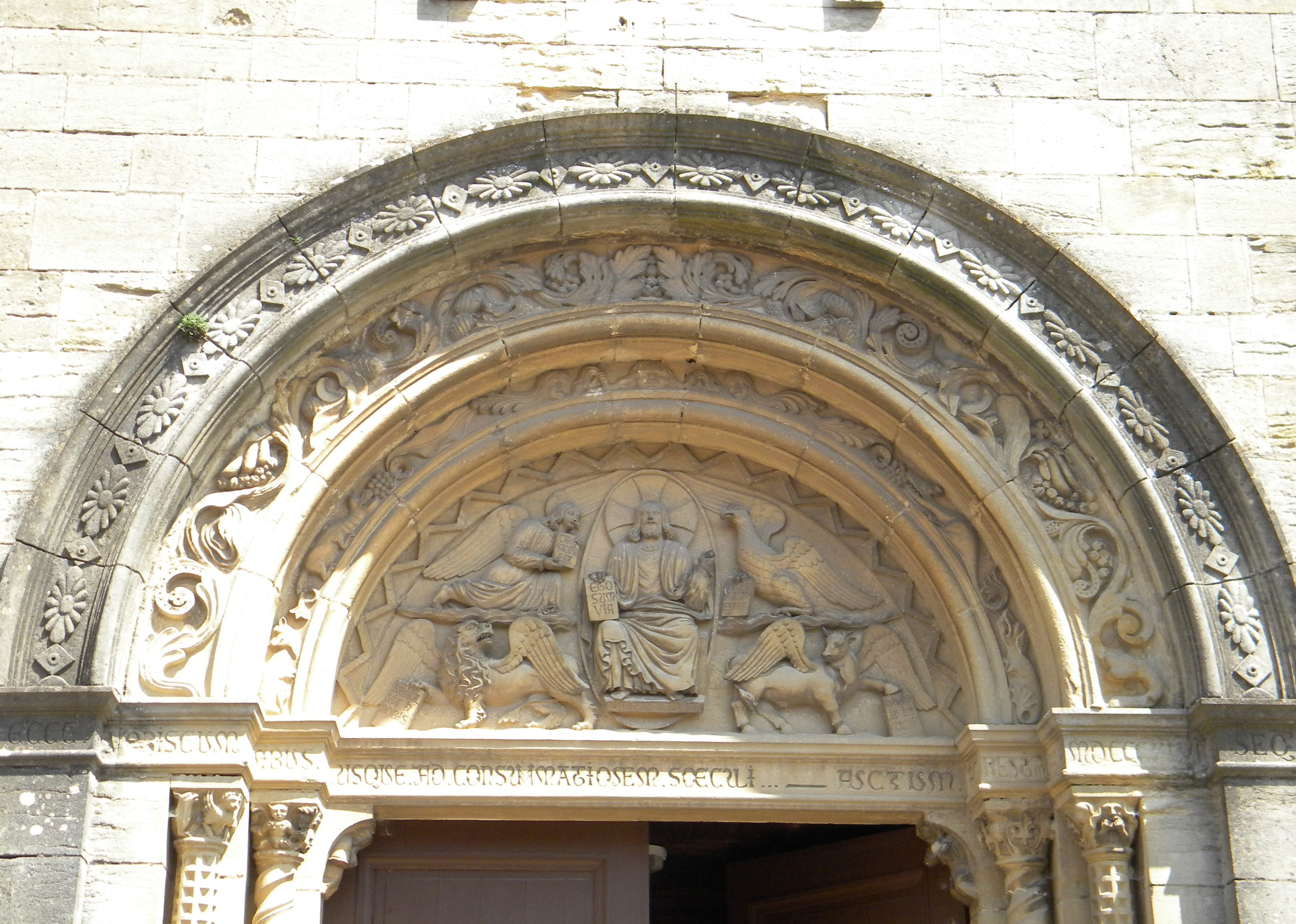
Le tympan de l'église.
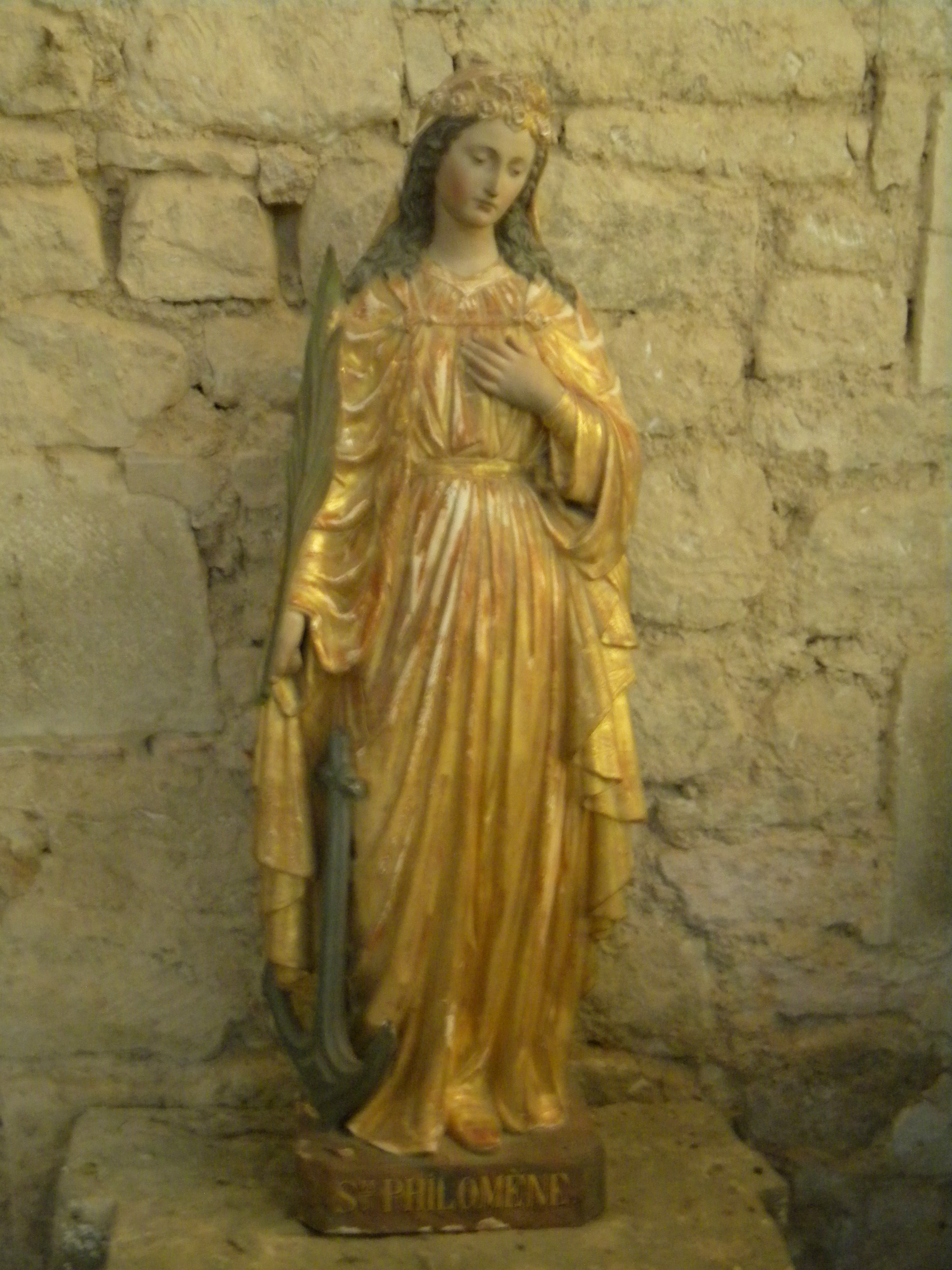
Statue en bois doré de sainte Philomène (vers 1840).
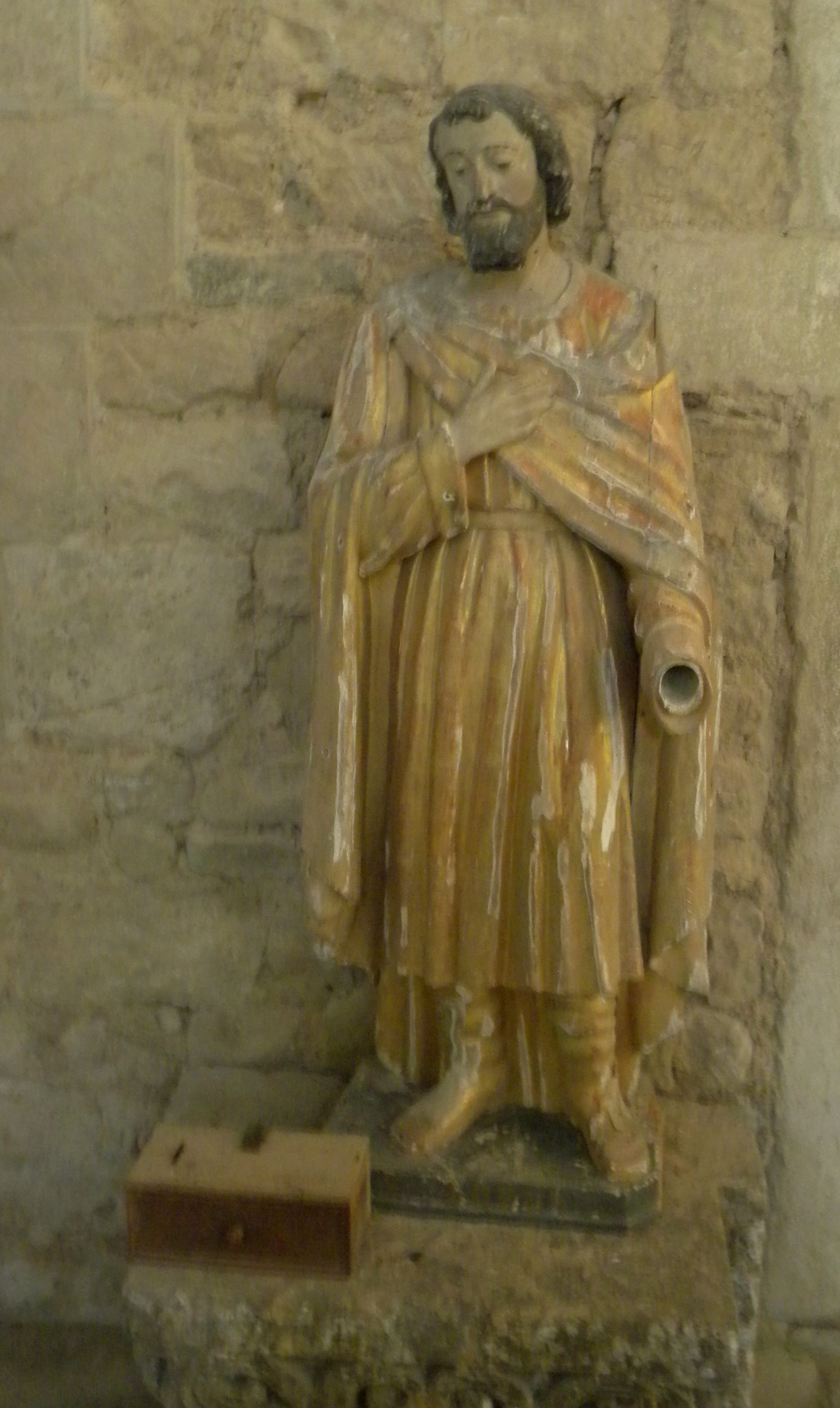
Statue en bois doré de saint Abdon (vers 1840).
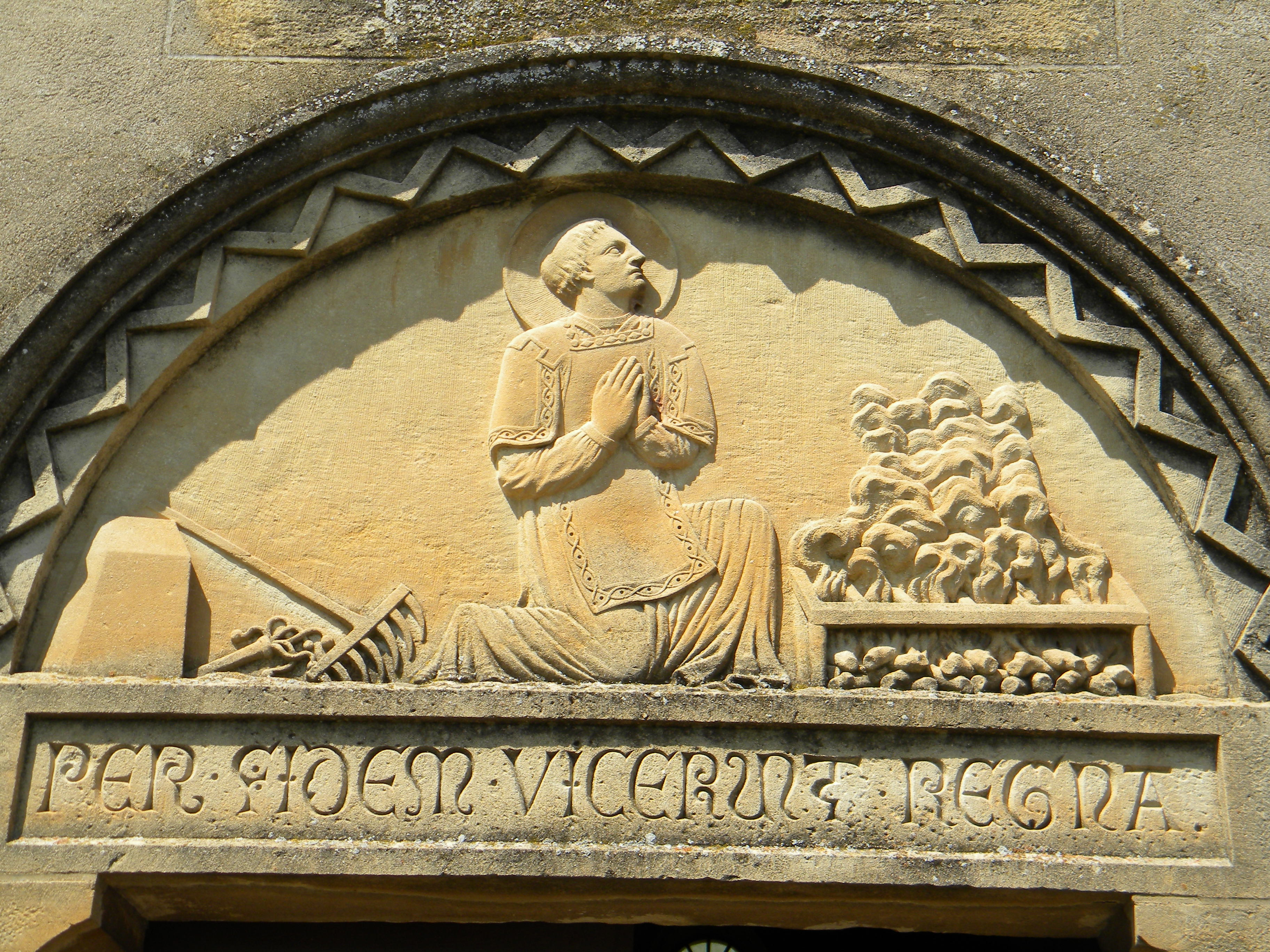
Sculpture portail latéral
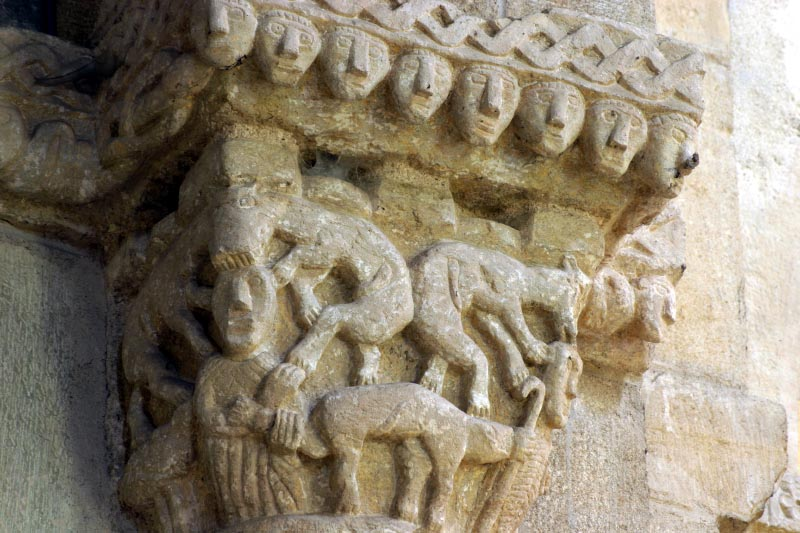
L'un des chapiteaux (orné, dans sa partie supérieure, de tête juxtaposées).
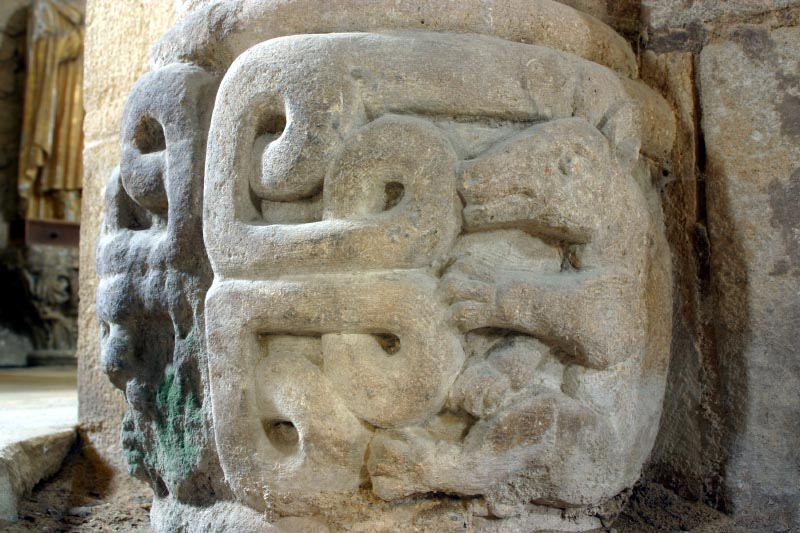
La base de l'un des piliers.